# Dimas Fabiano
Dimas Fabiano Toledo Junior (Macaé, 23 de maio de 1973) é um bacharel de Direito, empresário  e político brasileiro com atuação no estado de Minas Gerais filiado ao Progressistas (PP).
Foi vereador de Varginha e deputado estadual em Minas Gerais, desde 2003. Atuou como líder do Partido Progressista (PP) na Assembleia de seu estado . É atualmente deputado federal pelo PP-MG. Seu nome é um dos investigados em inquérito encaminhado ao STF, a partir das delações de executivos do grupo Odebrecht (atual Novonor), no âmbito da Operação Lava Jato.
Foi eleito deputado federal em 2014, para a 55.ª legislatura (2015-2019). Votou a favor do Processo de impeachment de Dilma Rousseff. Posteriormente, votou a favor da PEC do Teto dos Gastos Públicos. Em abril de 2017 votou contra a Reforma Trabalhista.  Em agosto de 2017 votou contra o processo em que se pedia abertura de investigação do então Presidente Michel Temer, ajudando a arquivar a denúncia do Ministério Público Federal.